# Statsjärnvägarna
Statsjärnvägarna (finska: Valtionrautatiet, VR) i Finland förvaltades av Järnvägsstyrelsen, som ansvarade för banorna och upprätthöll järnvägstrafik.  År 1995 delades Statsjärnvägarna i två delar: Banförvaltningscentralen för upprätthållande av det statliga bannätet och statsbolaget VR Group Ab, som ansvarar för järnvägstrafiken.

## Historia

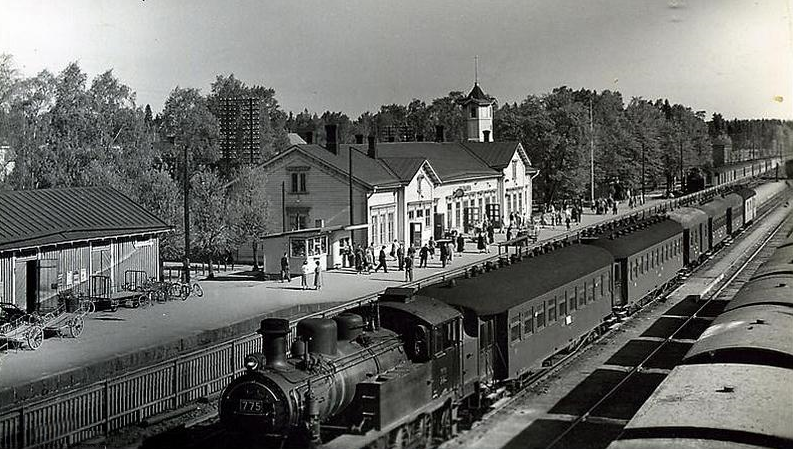
Statsjärnvägarnas persontåg med tanklok av klass Pr1 har stannat framför Kervo stationsbyggnad i början av 1950-talet.

På grund av kapitalbrist och befintliga vattenvägar kom järnvägsåldern relativt sent till Finland. Diskussionen om behovet av järnvägar inleddes på 1850-talet och fortsattes från 1860-talet i lantdagen. Beslut fattades om att stambanorna skulle byggas bredspåriga i rysk spårvidd, 1524 mm. Byggandet av den första järnvägen i Finland, den 108 km långa Tavastehusbanan, inleddes 1857 mellan Helsingfors och Tavastehus och banan öppnades för allmän trafik den 17 mars 1862 med ett tåg varannan dag i vardera riktningen. Därefter anlades Petersburgsbanan från Riihimäki vid Tavastehusbanan till St Petersburg 1868-70 som nödhjälpsarbete under stora umbäranden. På grund av nödårssvälten var dödligheten bland rallarna så hög att massgravar måste inrättas längs Petersburgsbanan.
Staten förvärvade år 1875 järnvägen från Hyvinge vid stambanan till Hangö, som byggts av ett privat bolag och invigts år 1873 men visat sig vara olönsam. Åren 1874-1876 byggdes järnvägen som förbinder Åbo med Toijala vid stambanan. Lantdagen 1877 beslöt förlänga stambanan till Vasa. Arbetet på den 309 km långa Vasabanan inleddes år 1879 och banan öppnades för trafik 1883. År 1886 nådde den österbottniska stambanan Uleåborg, år 1903 utsträcktes banan till Torneå och år 1909 nådde järnvägen Rovaniemi. 
Följande stambana förband Savolax med järnvägsnätet år 1889. Savolaxbanan drogs från Kouvola, som ligger vid stambanan till St Petersburg, till Kuopio och utsträcktes söderut till Kotka år 1900 och norrut till Idensalmi år 1902 och vidare till Kajana år 1904, Kontiomäki år 1923, Vääkiö år 1939 och slutligen Taivalkoski år 1961.
Den östligaste av stambanorna, den 346 km långa karelska stambanan  från Viborg via Sordavala till Joensuu, förde år 1894 järnvägen även till landets östra delar. Banan utsträcktes år 1910 till Lieksa och år 1911 till Nurmes. 
Under ofärdsåren drev den ryska generalguvernören Nikolaj Bobrikov på en förbindelse mellan det finska och ryska bannätet, och arbetet på en sammanbindningsbana i St Petersburg inleddes år 1909. Den sammanlänkande bron över Nevan stod slutligen färdig år 1913, vilket ledde till farhågor om att det finska järnvägsnätet skulle kunna användas för ryska trupptransporter.
Östgränsens förflyttning efter andra världskriget skar av den karelska stambanan.
De första loken importerades, men det första ånglokomotivet av inhemskt fabrikat togs i bruk redan år 1874, och år 1900 påbörjades loktillverkning i större skala i Tammerfors.

## Generaldirektörer
- 1877–1903 Georg Strömberg
- 1903–1905 Daniil Dratjevskij
- 1906–1908 Aleksej Tjepurnov
- 1908–1917 Anders Ahonen
- 1917–1922 Bernhard Wuolle
- 1922–1943 Jalmar Castrén
- 1943–1956 Harald Roos
- 1956–1966 Erkki Aalto
- 1966–1973 Esko Rekola
- 1973–1980 Paul Paavela
- 1980–1988 Herbert Römer
- 1988–1995 Eino Saarinen

### Galleri

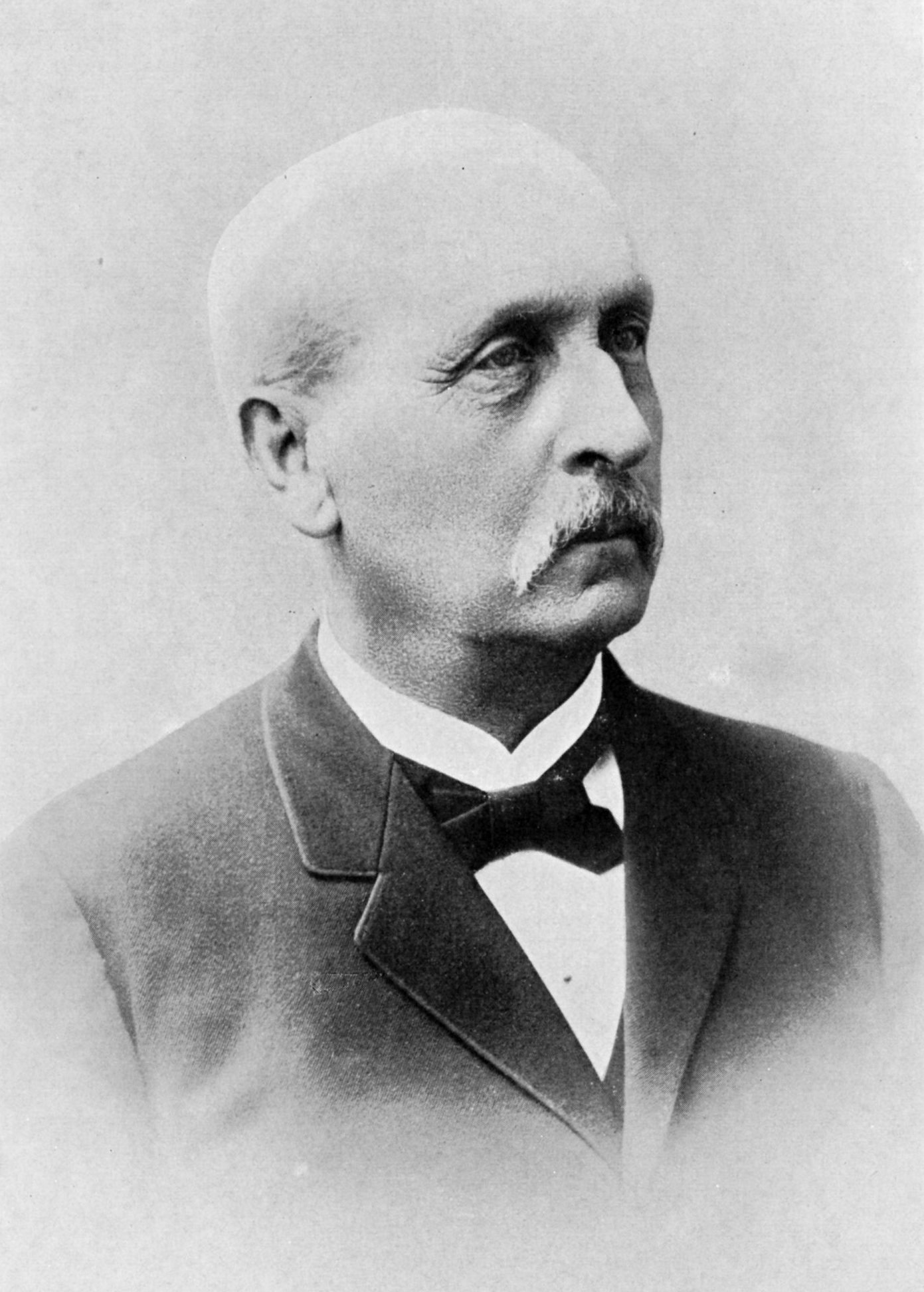
Georg Strömberg
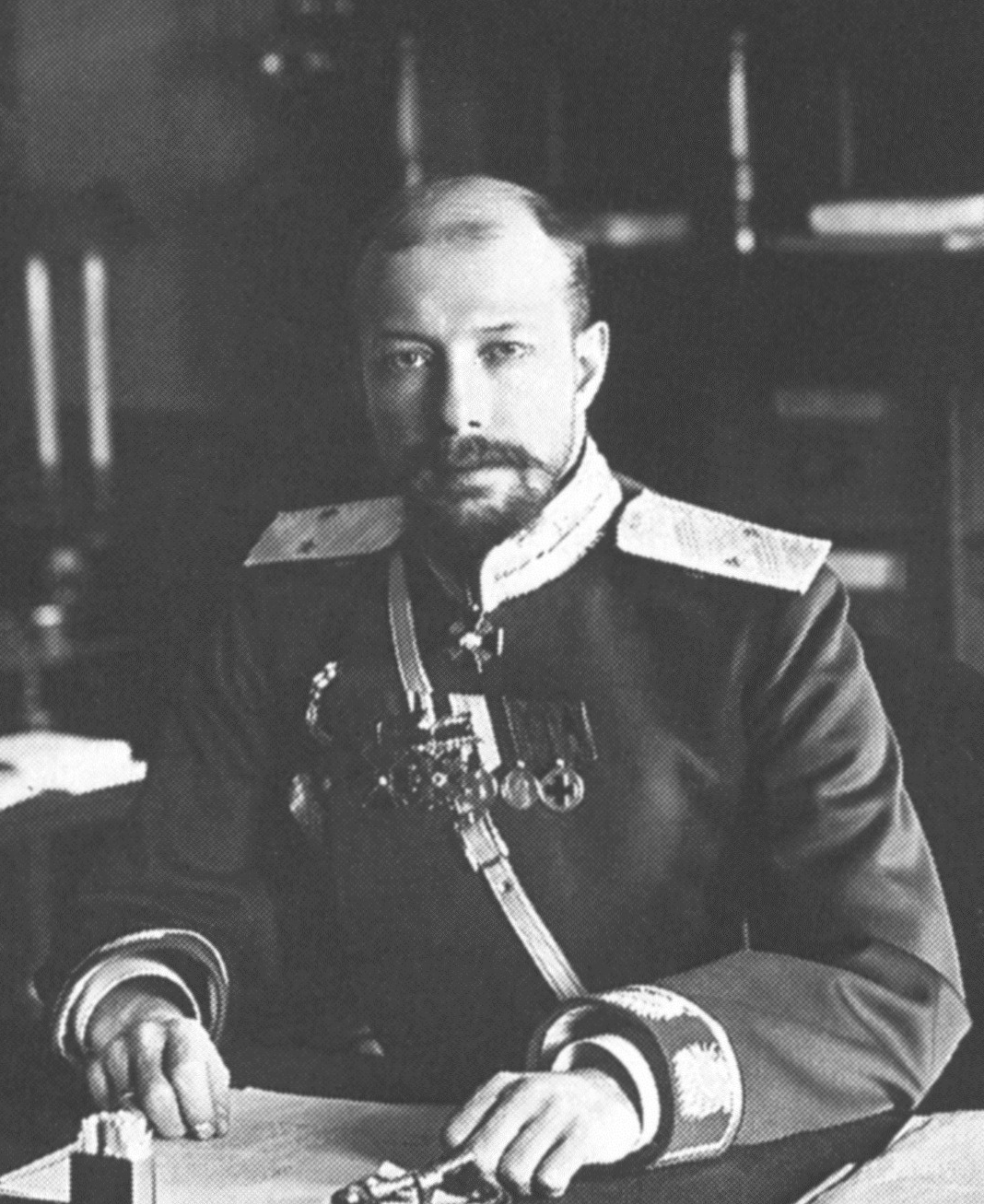
Daniil Dratjevskij
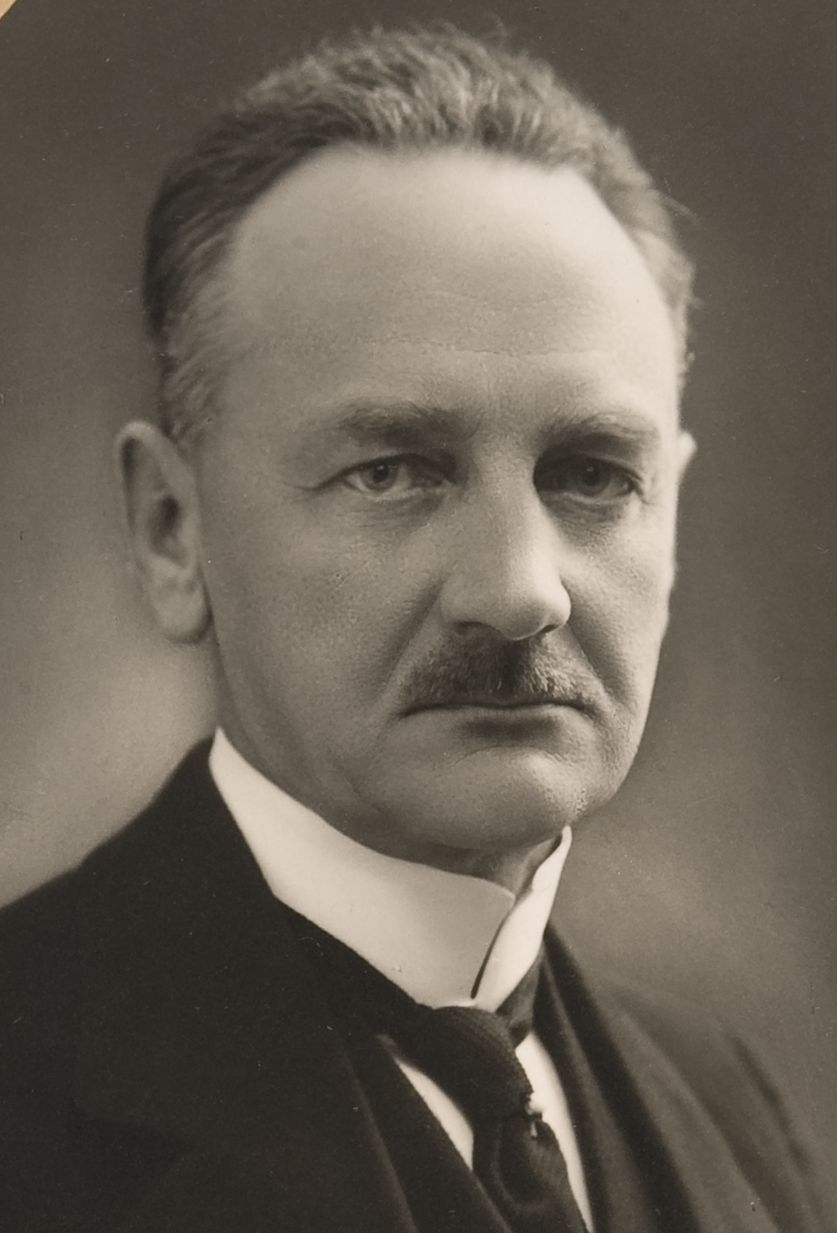
Jalmar Castrén